# 宇佐神慎
宇佐神 慎（うさみ まこと、1959年8月2日 - ）は、日本の実業家。株式会社翔栄クリエイト、株式会社翔栄ウエルネス、株式会社ビセットの代表取締役。

## 略歴
1959年8月2日、宮城県仙台市に生まれる。高校時代に実家の借金を返済するために無リン洗剤を販売する会社の社長となり、「落ちる無リン洗剤」開発のために茨城大学工学部工業化学科に入学。しかし大手企業が落ちる無リン洗剤を販売し始めたため、大学は3年次に中退することとなる。その後茨城キリスト教大学3年に編入し、人のためになる職業を求めて福祉の勉強を始める。卒論を書く傍ら、成功哲学プログラムの販売を行いながら大学を卒業。卒業後はさらなる心の成長を求め、東京基督教短期大学（現在の東京基督教大学）2年へと編入する。しかし、さらなる実践を求めて、大学を中退。1987年に某通信機会社に入社した。そして1997年8月に株式会社翔栄システムを設立。一時は翔栄システムと某通信機会社の営業部長を兼任するも、2000年5月以降は翔栄システムの代表取締役に専念。2005年1月からは、株式会社翔栄クリエイト代表取締役に就任し、牧師兼経営者として現在に至る。株式会社翔栄クリエイトは、オフィスデザイン・施工、電気工事、太陽光・バイオマス発電所の設計施工、企業にWeb担当者を育てる事業、健康関係・食品関係・農業等の９つの事業を手掛ける会社として成長を続けている。

## 人物
- 株式会社翔栄クリエイト創業者でありながら本業は牧師。牧師兼経営者という肩書を持つ[4]
- 宮城県仙台市の生まれ、茨城大学工学部、茨城キリスト教大学、東京基督教大学などで学ぶ
- 高校時代に無リン洗剤の販売をし、大学在学中に成功哲学プログラムの営業をする
- 医者である父の存在および青年期に聖書を読み始めたことが人格形成に大きな影響を与える
- 中学三年の時に失明するほどのケガをし、長期休学となり、高校二年の時には腰椎骨折により数か月寝たきりとなる。そのため、高校三年の時はすでに20歳であった
- 聖書には実践が書かれてあることに気付き、学校での学びよりも社会での実践が重要と考え、東京基督教大学を中退し、某通信機会社の営業として働く。
- 顧客からの信頼を集め、営業成績も常にダントツ一位になるも、経営陣の拡大経営により会社の借金が増大。借金は仕入先への未払いが大半であったため、仕入先を開拓した責任上、借金返済のために翔栄システム（現・翔栄クリエイト）を立ち上げ、2億6千万円の負債に返済のめどをつける
- 40歳のころには、借金等の精神的重圧と体の酷使とで自律神経失調症や亜急性甲状腺炎、シェーグレン症候群などを患うが、現在は完治
- 全能連に属するマスターマネジメントコンサルタントのほか、経営労務コンサルタントやリスクマネージャーの資格を持つ

## 役職
- 株式会社翔栄クリエイト　代表取締役
- 株式会社翔栄ウエルネス　代表取締役
- 株式会社ビセット　代表取締役
- Alive Christ Church（アライブ・キリスト教会）　牧師